# Cambronne-lès-Clermont
Cambronne-lès-Clermont é uma comuna francesa na região administrativa de Altos da França, no departamento de Oise. Estende-se por uma área de 9,34 km². Em 2010 a comuna tinha 1 190 habitantes (densidade: 127,4 hab./km²).